# Niob(IV)-selenid
Niob(IV)-selenid ist eine chemische Verbindung des Niobs aus der Gruppe der Selenide.

## Gewinnung und Darstellung
Niobdiselenid kann durch Reaktion von Niob mit Selen gewonnen werden. Es kann auch durch Reaktion von Niob(V)-oxid mit Selenwasserstoff bei 900 bis 1300 °C dargestellt werden.

## Eigenschaften
Niobdiselenid ist eine Schichtverbindung aus der Gruppe der Übergangsmetalldichalcogenide, die aufgrund ihrer Supraleitfähigkeit und der Bildung eines Ladungsdichtewellenzustands (CDW) von Interesse ist. Er hat eine Molybdänit-ähnliche Kristallstruktur mit der hexagonalen Raumgruppe P63/mmc (Raumgruppen-Nr. 194). Die Struktur ist zweidimensional und besteht aus zwei NbSe2-Schichten, die in der Richtung (0, 0, 1) ausgerichtet sind. Es hat eine supraleitende kritische Temperatur von ~7,8 K und Ladungsdichte-Wellenverhalten bei ~34K. Es zeigt metallisches und supraleitendes Verhalten. Abhängig von der Temperatur liegt Niobdiselenid auch in anderen Kristallstrukturen vor.

## Verwendung
Niobdiselenid kann als Schmiermittel bei hohen Temperaturen und im Hochvakuum und als Sputtering-Target zur Herstellung von elektrisch leitfähigen Schmierfilmen verwendet werden.